# Felgentreu (Nuthe-Urstromtal)
Das Dorf Felgentreu ist seit 1993 einer von 23 Ortsteilen der Gemeinde Nuthe-Urstromtal im Landkreis Teltow-Fläming in Brandenburg. Der Ort hat 441 Einwohner (2020).

## Lage
Felgentreu liegt rund 11 km westlich von Luckenwalde. Nördlich befindet sich der Ortsteil Zülichendorf. Es folgen im Uhrzeigersinn: Gottsdorf, Frankenfelde, Luckenwalde, das Naturschutzgebiet Forst Zinna Jüterbog-Keilberg, Bardenitz (zu Treuenbrietzen) und Niebelhorst. In der Nähe befand sich einst auch das Dorf Mehlsdorf, welches Ende der 1920er Jahre aufgelassen wurde. Der überwiegende Teil der Gemarkung wird landwirtschaftlich genutzt und durch zahlreiche Gräben entwässert: Das Wasser aus den südlichen Flächen fließt in den Nuthegraben; das Wasser aus den nördlich und nordwestlich gelegenen Flächen in den Friedrichsgraben, der ebenfalls in den Nuthegraben entwässert.

## Geschichte und Etymologie

### 13. bis 16. Jahrhundert
Das Angerdorf (villa) wurde erstmals im Jahr 1285 als Velgendrew urkundlich erwähnt. Der Name des Ortes könnte vom sorbischen welike drewo abgeleitet sein, was hoher Laubwald oder feuchter Laubwald bedeutet. Es kam im genannten Jahr aus dem Besitz der von Richow zum Kloster Zinna. Im Jahr 1413 kam es zu einem Überfall durch brandenburgische Adelige, die den Krüger erschlugen und elf Pferde raubten. Der materielle Schaden belief sich auf 30 Schock böhmische Groschen. Zwischenzeitlich war um 1325/1339 ein nycolay velgedreue in Jüterbog erschienen. Die Schreibweise änderte sich zu Jo velgendreue im Jahr 1338 zu velgendreue im Jahr 1420 und Velgedreve im Jahr 1480. In dieser Zeit lebte im Dorf der Schulze, der als Leipziger Student zum Bauern geworden war. Er besaß sechs Hufen zum Lehngut, von denen er vier selbst bewirtschaftete und zwei von seinem Nachbarn beackert wurden. Es gab außerdem sechs Dreihufner, von denen einer 1 1⁄2 Morgen (Mg) Wiese besaß, außerdem zwölf Zweihufner (darunter der Krüger), einer mit 4 1⁄2 Mg Wiese, einer mit 3 Mg Wiese, einer mit 1 1⁄2 Mg Wiese, einer war Schöppe. Im Dorf lebten weiterhin 14 Kossäten: einer mit Acker und Wiese von 9 Mg, einer mit 5 1⁄4 Mg Wiese, einer mit zwei Höfen, 5 Mg Wiese und Acker von der Kirche, einer mit zwei Höfen und 2 Mg Wiese sowie vier mit je 2 Mg Wiese. Ein weiterer besaß 1 1⁄2 Mg Wiese und den Kirchacker mit Wiese, einer besaß 1 1⁄2 Höfe und 1 1⁄2 Mg Wiese sowie drei mit je 1 1⁄2 Mg Wiese. Die Pfarre besaß zwei Hufen; das Dorf war insgesamt 48 Hufen groß. Die Bewohner zahlten im Jahr 1534 insgesamt 15 Rheinische Gulden (fl) 16 Groschen (gr) zum 50. Pfennig. Nach der Reformation übernahm im Jahr 1553 das Amt Zinna das Dorf mit allem Recht und Kirchenpatronat. Bei einer Visitation der Kirchen und Klöster im Erzstift Magdeburg im Jahr 1562 wurden im Dorf 33 Hauswirte festgestellt. Der Pfarrer besaß nach wie vor zwei Hufen und vier Wiesenflecken, auf denen er jährlich 12 Fuder Heu gewinnen konnte. Er erhielt außerdem die 30. Mandel vom Kornzehnten, 1⁄3 des Fleischzehnten und ein Scheffel Maßeinheit von jedem Hufner. Jeder Kossäte gab 1⁄2 Scheffel Roggen, die Bauern acht Rauchhühner. Hinzu kamen vier Hühner von zwei Höfen. Der Küster erhielt von den Hufnern 23 Scheffel Roggen, 26 Brote aus 2 Gängen und 46 Brote von den Kossäten. Die Kirche erhielt Einnahmen aus einer Wiese und acht Stücken Land. Im Jahr 1568 hatte sich an der Struktur nur wenig verändert. Es gab nach wie vor den Schulzen mit sechs Hufen, sechs Dreihufner, zwölf Zweihufner sowie 14 Kossäten. Einer diente unter anderem auch als Holzknecht. Bei einer weiteren Visitation im Jahr 1584 wurden 33 Hauswirte und der Pfarrer festgestellt. Die Bewohner zahlten 12 Taler zum 70. Pfennig (1586).

### 17. Jahrhundert
Um 1600 lebten im Dorf ausweislich eines Vortzeichnüß der Ämbter, Clöster, Gerichtsjunkern unnd Dorfer im Erzstift Magdeburg insgesamt 33 Hauswirte. Im Jahr 1609 waren es der Dorfschulze, 18 Hufner und 14 Kossäten. Vor dem Dreißigjährigen Krieg gab es im Dorf ausweislich des Erbbuches des Amtes Zinna aus dem Jahr 1642 im Frieden insgesamt 34 besessene Mann: einen Lehnmann, 18 Hufner, 14 Ganzkossäten, einen Halbkossäten oder Häusler. Der Schulze besaß vier Hufen; es gab sechs Dreihufner und zwölf Zweierbhufner. Im Jahr 1642 besaß der Pfarrer nach wie vor zwei Hufen, eine Wiese und erhielt die 30. Mandel sowie zwölf Rauchhühner. Dem Küster standen 22 Scheffel Roggen, 62 Brote und 76 Eier zu. Eine weitere Statistik stellte der Anschlag des Churfürstlichen Brandenburgischen Ambts Zinna incl. Scharfenbrück und Gotto aus dem Jahr 1684 dar. Demnach gab es im Dorf 34 Güter, den Lehnschulzen, 18 Ganzhufner, 14 Kossäten (davon sieben wüst) und einen Halbkossäten. Zwei Jahre später erschien im Catastrum des Luckenwaldischen Creyses eine ausführliche Darstellung der Bewohner einschließlich der Mengen, die sie auf ihren Feldern aussäen konnten. Demzufolge gab es nach wie vor 18 Hufner, aber nur noch acht Kossäten und einen Häusler. Der Schulze besaß vier Hufe und 37 Scheffel Aussaat, 6 Fuder Heu, Wohnung, Garten, Hütung, Viehzucht und Holzung. Die sechs Dreihufner hatten je 24 Scheffel Aussaat, 7 Fuder Heu, jeder hatte eine Wohnung, Garten, Hütung, Viehzucht und Holzung. Es gab elf Zweihufner (darunter den Krüger, der noch aus dem Bierschank Abgaben leistete), die jeder 17 Scheffel Aussaat, 5 Fuder Heu, eine Wohnung, Garten, Hütung, Viehzucht und Holzung besaßen. Ein Kossät hatte 3 3⁄4 Scheffel Aussaat, 3 Fuder Heu, Wohnung, Garten, Hütung, Viehzucht und Holzung und gab vom Gewerbe. Zwei Kossäten hatten je 3 Scheffel Aussaat, 3 Fuder Heu, Wohnung, Garten, Hütung, Viehzucht und Holzung. Ein Kossät kam auf 1⁄2 Scheffel Aussaat, 3 Fuder Heu, Wohnung, Garten, Hütung, Viehzucht und Holzung. Der Holzknecht hatte 2 Scheffel Aussaat, 2 Fuder Heu, Wohnung, Garten, Viehzucht und Holzung. Ein Kossät hatte 1⁄4 Scheffel Aussaat, 2 Fuder Heu, Haus, Garten, Weide, Viehzucht und Holzung; ein Kossät und Leinewebe hatte 1⁄2 Scheffel Aussaat, 3 Fuder Heu, Wohnung, Garten, Hütung, Viehzucht und Holzung und gab vom Gewerbe. Der letzte aufgeführte Kossät hatte 4 1⁄2 Scheffel Aussaat, 4 Fuder Heu, Haus und Garten, Weide, Viehzucht und Holzung. Der Häusler besaß eine Wohnung, Weide, Viehzucht und Holzung. Sechs Kossätenhöfe lagen – als Folge des Krieges – nach wie vor wüst. Auf einem der wüsten Kossätenhöfe entstand im Jahr 1693 ein Forsthaus.

### 18. Jahrhundert
Im Jahr 1727 lebten im Dorf der Lehnschulze, 18 Hufner und 13 Kossäten sowie ein Schmied. Im Folgejahr konnten die 19 Bauern auf 46 Hufen je 16 Wispel 13 Scheffel 8 Metzen aussäen. Die 15 Kossäten kamen auf 1 Wispel 2 Scheffel 6 Metzen Aussaat. Im Dorf lebten im Jahr 1736 der Lehnschulze (Vierhufner), sechs Dreihufner, 12 Zweihufner und 14 Kossäten, darunter der Schmied sowie ein Halbkossät. Eine weitere Statistik erwähnte 19 Hufner, 14 Kossäten, einen Halbkossäten, einen Pfarrer sowie einen Heideläufer (1745). An dieser Struktur änderte sich auch in den folgenden Jahrzehnten kaum etwas. Eine Statistik aus dem Jahr 1749 berichtete von 19 Vollspännern, 15 Kossäten und sechs Häuslern auf 46 Hufen. In den Jahren 1749/1755 waren es 19 Bauern: ein Vierhufner (der Lehnschulze), sechs Dreihufner, 12 Zweihufner sowie 14 Kossäten (darunter der Schmied), ein Halbkossät, fünf Büdner (darunter ein Kanonier und ein Musketier) sowie ein Paar und zwei einzelnen Einlieger. Die Schreibweise des Dorfes änderte sich in dieser Zeit von Fölgendrob (1753) zu Felgentreu im Jahr 1775. In dieser Zeit erschien auch erstmals ein Unterförsterwohnhaus, in dem der Heideläufer lebte. Es gab weiterhin 19 Hufner, 15 Kossäten, 5 Büdner und einen Pastor. Im Dorf lebten 40 Männer, 39 Frauen und acht alte Männer und zehn alte Frauen. Insgesamt 29 Söhne waren über 10 Jahre, 14 darunter. Insgesamt 23 Töchter waren über zehn Jahre alt, 27 darunter. Hinzu kamen 20 Knechte und 18 Mägde (1772). Eine Statistik von 1791 berichtete von 19 Bauern, 14 Kossäten, 6 Büdnern, 12 Hausleuten oder Einliegern, einem Prediger und einer Schmiede; in Summe wurden 45 Feuerstellen (= Haushalte) betrieben.

### 19. Jahrhundert

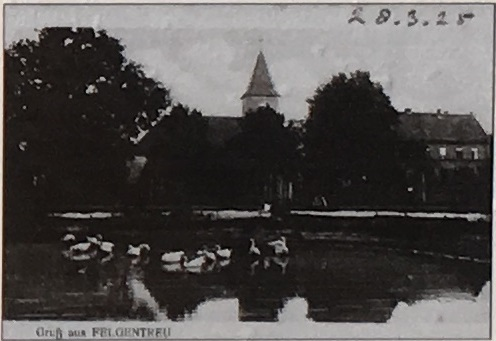
Historische Aufnahme der ehemaligen Kirche

Um 1800 entstand eine Dorfkirche: Es handelte sich um einen schlichten, rechteckigen Putzbau mit Sakristei und Westturm, in der eine Glocke aus dem Jahr 1525 hing. Im Dorf lebten zu dieser Zeit der Lehnschulze, 18 Ganzbauern, 14 Ganzkossäten, ein Halbkossät, drei Büdner und fünf Einlieger. Es gab einen Krug sowie den königlichen Unterförster, der der Zinnaische Revier betreute. Auf den 48 Bauernhufen wurden 45 Feuerstellen betrieben. Die Bauern brachten auf 374 Mg 110 Quadratruten insgesamt 17 Wispel 13 Scheffel Aussaat aus (1812). Während der Befreiungskriege war der Ort von Plünderungen betroffen; hinzu kamen durch Missernten mehrere Hungersnöte, die zu einer Verarmung der Bevölkerung führte. Bei mehreren Großbränden wurden die vornehmlich aus Fachwerk errichteten Gebäude zerstört und nach und nach durch Steinbauten ersetzt. Eine Statistik aus dem Jahr 1818 führt für das Dorf zwei Gast- und Schankwirte auf. Hinzu kamen zwei Ölschläger, ein Mahlmüller, ein Grützmüller, ein Musikant mit zwei Gehilfen und Lehrburschen, zwei Schlächter, einen Schmied, zwei Schneider und zwei Leineweber, von denen einer drei und der andere zwei Stühle betrieb. Im Jahr 1837 arbeiteten unterer anderem ein Schneider mit Gehilfen bzw. Lehrling, zwei Schneidermeister und ein Grobschmiedemeister im Dorf. Es gab eine Windmühle sowie drei Webstühle, einen Krug und einen Schankwirt sowie 17 männliche und 19 weibliche Dienstboten. Im Dorf standen sieben öffentliche, 53 Wohn- und 163 Wirtschaftsgebäude (darunter eine Windmühle, 1858). Im Jahr 1858 war das Dorf 3383 Mg groß: 42 Mg Gehöfte, 1698 Mg Acker, 931 Mg Wiese, 312 Mg Weide und 400 Mg Wald. Zum Ende des 19. Jahrhunderts begannen die Bauern damit, das angrenzende Sumpfgelände zu entwässern und die so gewonnenen Flächen für den Ackerbau und die Viehzucht zu nutzen. 1897 errichteten sie eine Molkerei zur Weiterverarbeitung der Milch. In Spitzenzeiten wurden täglich rund 250 kg Butter erzeugt. In dieser Zeit wurden 2,1 Hektar und 1898 weitere 2,6 Hektar an den Forstgutsbezirk Zinna umgemeindet (1894).

### 20. und 21. Jahrhundert

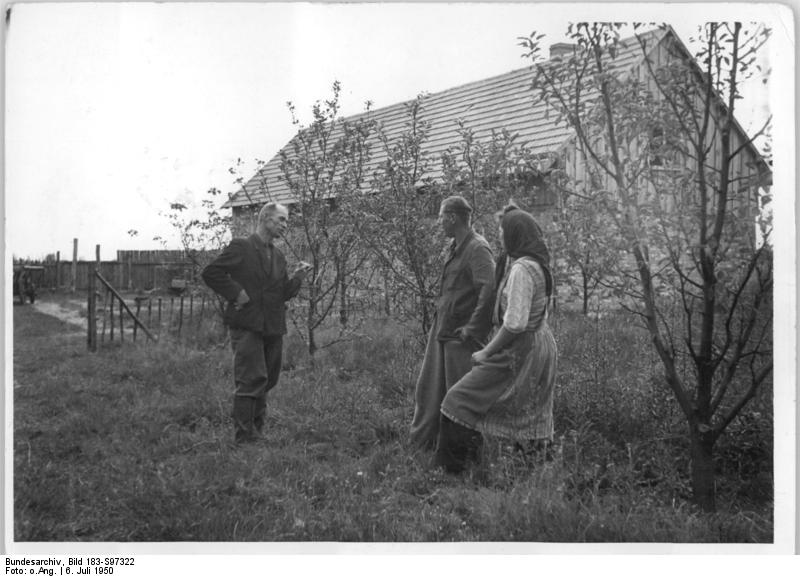
Neusiedler in Felgentreu, 1950

In Felgentreu standen zu Beginn des neuen Jahrhunderts auf einer Fläche von 1011 Hektar insgesamt 76 Häuser. Es gab einen Altsitzer, vier Büdner, zwei Büdner und Schmiedemeister, zwei Gastwirte, ein Gemeindevorsteher, 13 Hufner, zwölf Kossäten, einen Lehrer, einen Molkereiverwalter, einen Mühlenbesitzer, einen Pastor, einen Rentier und einen Schneidermeister. Im Jahr 1929 wurde ein Teil vom Gutsbezirk Forst Zinna eingemeindet. Felgentreu wurde 1931 Landgemeinde mit dem Wohnplatz Forsthaus; in Summe standen im Dorf 75 Wohnhäuser mit 87 Haushaltungen. In der Zeit des Nationalsozialismus kamen 1935 Pläne auf, den Ort zu Gunsten eines Truppenübungsplatzes aufzugeben. Dies führte dazu, dass im Herbst 1936 der überwiegende Teil der Einwohner den Ort verließ; 1937 wurde er für militärische Zwecke vollständig aufgegeben. Die Flächen wurden dem Gutsbezirk Schießplatz Jüterbog einverleibt. Im Zweiten Weltkrieg wurde ein Nebenlager des Stammlager III A für Kriegsgefangene sowie ein Außenlager des Gefängnisses in Luckau eingerichtet.
Nach Kriegsende wurde der Ort wieder besiedelt, vornehmlich durch Heimatvertriebene aus dem Osten. Sie rissen die mittlerweile baufällig gewordene Kirche ab. Rund 30 Neubauern begannen ab 1948 mit dem Anbau von Gemüse, die sich in den kommenden Jahrzehnten in der Zeit der DDR zu einer Gärtnerei entwickelte. Insgesamt wurden 967 Hektar enteignet: 375 Hektar Acker, 475 Hektar Wiese und Weide sowie 117 Hektar Wald. Diese wurden aufgeteilt: 461 Hektar an 70 landlose Bauern und Landarbeiter, sieben Hektar an 26 nichtlandwirtschaftliche Arbeiter und Angestellte, 1,5 Hektar an die Gemeinde sowie drei Hektar an die VdgB und 494,5 Hektar an den Bodenfonds. Im Jahr 1949 errichteten die Bauern eine Maschinen-Traktoren-Station, die für die südlichen Teile des Altkreises Luckenwalde und der Kreisstadt zuständig war. Die Gemeinde bestand zu dieser Zeit mit dem Wohnplatz ehemaliger Schießplatz (1950). Kurz darauf entstand im Jahr 1952 auch eine Landwirtschaftliche Produktionsgenossenschaft mit 23 Mitgliedern, die 358 Hektar bewirtschaftete und 1955 in eine LPG Typ III überging. Es entstanden eine Schmiede, eine Zimmerei, eine Bäckerei, eine Korbmacherei, ein Kolonialwarengeschäft sowie zwei Gasthöfe. Im Jahr 1960 bestand die LPG Typ III, die ein Jahr später 126 Mitglieder und 469 Hektar Fläche bewirtschaftete. Im Jahr 1966 wurde die LPG Typ III Jänickendorf angeschlossen. Die LPG Typ III Felgentreu und Frankenförde vereinigten sich 1976 mit Sitz in Frankenförde. Außerdem gab es 1960 eine LPG Typ I, die im Folgejahr 33 Mitglieder und 167 Hektar Fläche besaß und 1967 an die LPG Typ III angeschlossen wurde. Im Jahr 1979 gründete sich außerdem eine LPG Typ III Gartenbau. Im Jahr 1983 bestanden im Dorf der VEB Landtechnischer Anlagenbau Potsdam Sitz Felgentreu, die LPG Felgentreu-Frankenförde mit Rinderkombinat Felgentreu, das Kälberkombinat Frankenfelde mit Betriebsteil Gottsdorf, die LPG Gartenbau, die LPG Pflanzenbau mit Stützpunkt Technik Frankenfelde und Werkstatt Kemnitz, die PGH Friseurhandwerk, die VdgB (BHG) Jänickendorf Außenstelle Felgentreu. Die Gemeinde bestand zu dieser Zeit mit dem Ortsteil Siedlung westlich von Felgentreu (1985). Am 6. Dezember 1993 wurde Felgentreu nach Nuthe-Urstromtal eingemeindet.
Im Jahr 2010 feierte der Ort sein 725-jähriges Bestehen.

## Kultur und Sehenswürdigkeiten

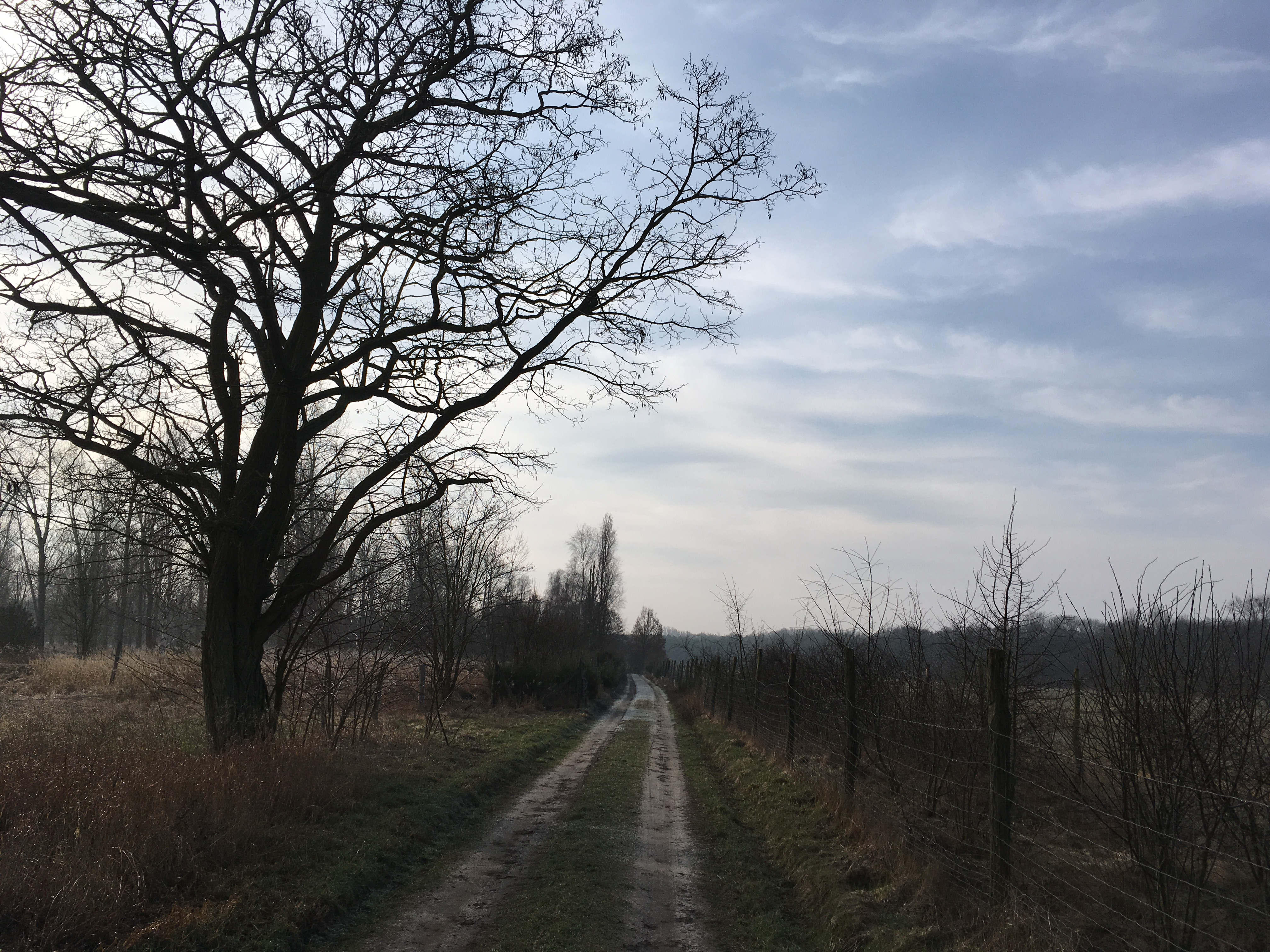
Wanderweg im NSG Forst Zinna Jüterbog-Keilberg

- Die Dorfkirche Felgentreu entstand im Jahr 1987 im Stil einer Finnhütte. Die Kirchenausstattung ist neuzeitlich.
- Eine Mühle in der Straße Zum Sportplatz, ein Stallgebäude in der Felgentreuer Dorfstraße und ein Einfamilienhaus in der Kemnitzer Straße sind die Baudenkmale des Ortes (siehe Liste der Baudenkmale in Nuthe-Urstromtal).
- Die Geschichte des Ortes wird in einem Chronikzimmer im Naturhaus Felgentreu dargestellt.
- Denkmal für die Gefallenen aus den Weltkriegen auf dem Dorfanger
- Von Felgentreu aus führt ein Rundwanderweg in den Naturpark Nuthe-Nieplitz in das Naturschutzgebiet Forst Zinna Jüterbog-Keilberg, das auf dem Gelände des ehemaligen Truppenübungsplatzes entstand. Auf geräumten, ausgeschilderten Wegen kann der Besucher Pechüle, Frankenförde  und Luckenwalde erreichen. Auf der Fläche wurden 600 verschiedene Arten Farn- und Blütenpflanzen nachgewiesen.
- Durch den Ort führt der rund 21 km lange Lange Feldweg, ein Teil des FlämingWalks.

## Wirtschaft und Infrastruktur, Vereinswesen
Östlich des Ortes befindet sich der 18 Hektar große Biogaspark Felgentreu mit zehn Biogasanlagen, eine Gärtnerei, eine Agrargenossenschaft sowie mehrere Landwirte, Kleingewerbetreibende und Handwerksbetriebe. Privatpersonen und Gewerbetreibende bieten Übernachtungen für Touristen an.
Durch den Ort verläuft die Kreisstraße 7218, die von Norden kommend im Ort nach Osten abzweigt und so eine Verbindung zur Bundesstraße 2 bzw. nach Luckenwalde zur Bundesstraße 101 herstellt. Die Linie 755 der Verkehrsgesellschaft Teltow-Fläming verbindet den Ort mit Luckenwalde und Kemnitz.
Im Ort sind sechs Vereine aktiv. Sie organisieren regelmäßige Veranstaltungen wie ein Dorffest, den Felgentreuer Wandertag oder das Felgentreuer Adventsanleuchten.